# Quán Khí Đạo
Quán khí đạo, còn gọi là Qwan ki do là một môn phái thuộc võ cổ truyền Việt Nam do võ sư Phạm Xuân Tòng sáng lập ở Pháp vào năm 1981. Quán khí đạo được luyện tập trên phạm vi quốc tế, với các trường dạy ở Châu Á và Châu Âu. Quán khí đạo kết hợp giữa việc sử dụng các kỹ thuật cận chiến và vũ khí, với các động tác kết hợp trong cả sự kết hợp giữa hai hệ thống quyền là Thảo Quyền, và các hệ thống quyền tự do. Quán Khí Đạo bao gồm các thế tấn , đấm , đá , ném , vật và nhiều kỹ thuật khác. Các chiêu thức sử dụng vũ khí bao gồm kiếm thuật truyền thống của Việt Long Gươm. Người luyện tập có thể tiến bộ qua ba cấp độ gọi là Sở Đăng, Trung Đẳng và Thượng Đẳng hoặc Nhật Mãn, Trung Mãn và Đại Mãn, ở đó sẽ đeo các đai có màu sắc khác nhau để phân biệt cấp độ. Quán Khí Đạo Không chỉ rèn luyện thể chất như sức mạnh và sự linh hoạt ở người lớn, môn võ này còn được chứng minh là giúp tăng cường sức khỏe tinh thần tốt ở trẻ em.

## Cơ sở hình thành

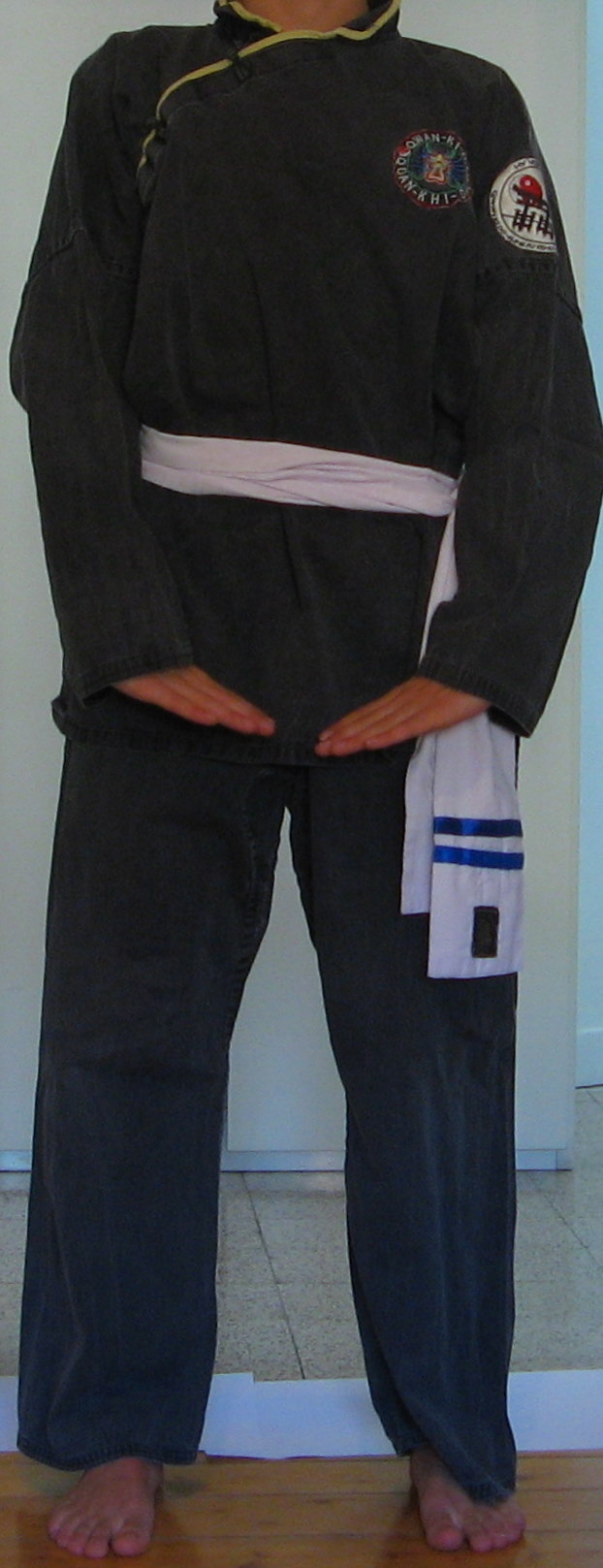
Võ phục Quán khí đạo

Quán khí đạo là tổng hợp các kỹ thuật từ nhiều võ phái như: Thiếu Lâm Nga Mi, Đường Long Nam Phái, Võ Khí cổ truyền, Khí Công, Nội Công, Võ Y (Tẩm Quất, Trật Đả, Tầm Huyệt Đạo) và chủ yếu là võ cổ truyền Quảng Bình-Việt Nam.

## Hình thành và phát triển
Năm 1968 các kỹ thuật của môn phái bắt đầu được truyền dạy tại Pháp và Ý. Năm 1981, võ sư Phạm Xuân Tòng đã chính thức thành lập Tổng đoàn Toàn cầu Quán khí đạo  tại thành phố Milan, Ý. Năm 1990, võ phái Quán Khí Đạo gia nhập Liên đoàn Võ thuật Cổ truyền Việt Nam.

## Tiêu chí hoạt động
Tổng đoàn Quán khí đạo hoạt động dựa theo ba tiêu chí: phổ biến Quán Khí Đạo, coi Quán Khí Đạo là môn võ cổ truyền của Việt Nam, truyền dạy võ thuật cùng với văn hoá Việt Nam.